# ウインズ横浜
ウインズ横浜（ウインズよこはま）は、神奈川県横浜市中区宮川町にある日本中央競馬会 (JRA) の場外勝馬投票券発売所 (WINS) である。

## 施設概要

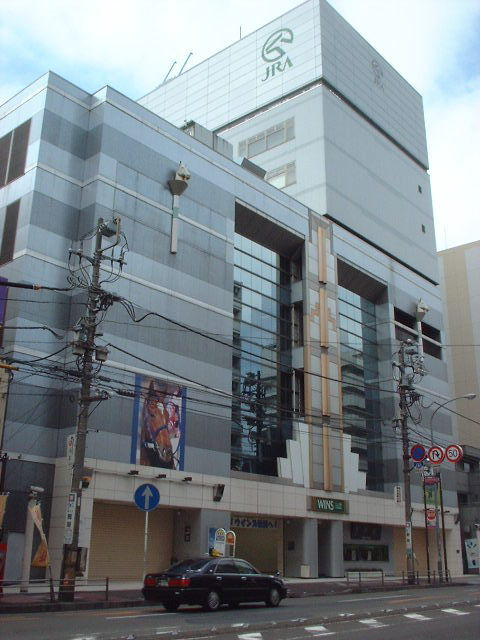
旧建物（A館）

現在の建物は2012年4月から施設の建て替えが行われ、2015年3月7日より一部が暫定オープンし。同年12月19日に全面オープンした。施設は地下1階を含む6階建てで、2階より上が馬券売場となっており、全館禁煙だが喫煙ルームは設置されている。
以前は5階建てで野毛大通りに面している旧館（A館）と、6階建てで野毛山動物園方面の坂道に面している新館（B館）の2つの棟があり、A館がB館に比べて床面積が広く、発売窓口数も多かった。なお現施設は旧・A館の建て替えである。

### B館

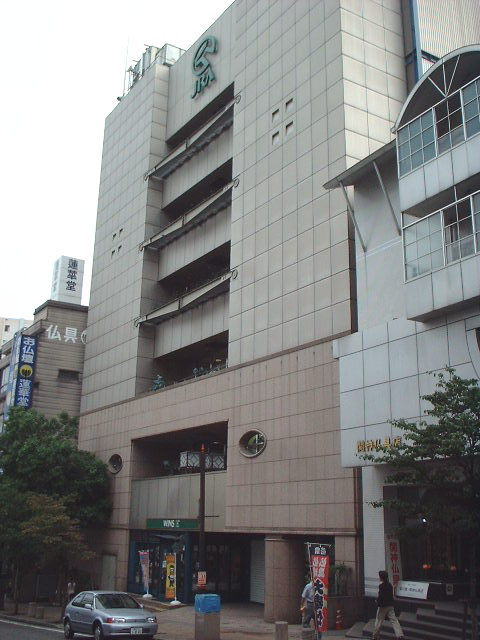
旧B館

かつて道路を挟んだ隣接地の野毛町3-136に6階建てのB館が設置されており、1階には2012年までPRコーナーも設置されていた。またA館が禁煙であったため、B館の各階バルコニーにのみ喫煙所が設置されていた。
2015年6月28日をもってB館の営業は終了となり、以降は全て現在の建物で馬券が発売されている。

## 交通
最寄り駅は京急本線の日ノ出町駅で、徒歩3分の場所にある。JR根岸線・横浜市営地下鉄の桜木町駅からも徒歩8分と近い。
県道218号線と市道80号線に挟まれた場所に位置しているが、駐車場を備えていないため自家用車では来場しにくい（バイク・自転車用の駐輪場はある）。バス路線では横浜市営バス156系統野毛町停留所などが最寄となる。

## 発売・払戻時間
- 発売

原則として9時20分から発売。前日発売は17時まで。
- 払戻

開催日は9時20分から17時まで、非開催日は月曜の10時から16時まで。
非開催日の払戻業務は年末年始、祝日、振替休日は休業日となる。ただし火曜への振替あり。

## 発売レース
全レース100円単位で発売。2階のみ200円以上100円単位で発売している。

## 脚註
1. ↑  「ウインズ横浜A館」「ウインズ名古屋」の建て替えについて JRA News 2015年7月4日閲覧
2. ↑  ウインズ横浜Ａ館　新築棟一部オープン！【ウインズ横浜】 - JRA・2015年2月21日
3. ↑  ウインズ横浜がついに12月19日（土）グランドオープン！【ウインズ横浜】 - JRA・2015年11月16日
4. ↑  ウインズ横浜Ｂ館の営業終了について - JRA・2015年3月7日